# Hong Kong Open 1979
L'Hong Kong Open 1979 è stato un torneo di tennis giocato sul cemento. È stata la 6ª edizione dell'Hong Kong Open che fa del Colgate-Palmolive Grand Prix 1979. Si è giocato a Hong Kong dal 5 all'11 novembre 1979.

## Campioni

### Singolare
Jimmy Connors ha battuto in finale  Pat Du Pré con il punteggio di 7–5, 6–3, 6–1

### Doppio
Pat Du Pré /  Robert Lutz hanno battuto in finale  Steve Denton /  Mark Turpin con il punteggio di 6–3, 6–4